# SK Dnipro-1
SK Dnipro-1 (ukrajinsky: СК «Дніпро-1») je ukrajinský fotbalový klub z města Dnipro. Založen byl v roce 2015. Není oficiálním následovníkem zaniklého klubu FK Dnipro, nicméně využívá jeho infrastrukturu, především stadion Dnipro-Arena pro 31 000 diváků. V roce 2019 se klub probil do ukrajinské nejvyšší soutěže, v sezóně 2021–22 skončil v této soutěži třetí, o sezónu později druhý. V roce 2022 se klub prvně podíval do evropských pohárů, nicméně vzhledem k ruské invazi na Ukrajinu našel azyl na Slovensku, v Košicích. Klubovými barvami jsou žlutá a černá. Jedním z majitelů klubu je bývalý ukrajinský fotbalista Andrij Rusol.

## Výsledky v evropských pohárech
| Sezóna  | Soutěž           | Kolo            | Soupeř               | Doma     | Venku | Celkem   |
| ------- | ---------------- | --------------- | -------------------- | -------- | ----- | -------- |
| 2022–23 | Evropská liga    | 4. předkolo     | AEK Larnaka          | 1–2      | 0–3   | 1–5      |
| 2022–23 | Konferenční liga | Skupina E       | AZ Alkmaar           | 0–1      | 1–2   | 2. místo |
| 2022–23 | Konferenční liga | Skupina E       | Apollon Limassol     | 1–0      | 3–1   | 2. místo |
| 2022–23 | Konferenční liga | Skupina E       | FC Vaduz             | 2–2      | 2–1   | 2. místo |
| 2022–23 | Konferenční liga | šestnáctifinále | AEK Larnaka          | 0–0      | 0–1   | 0–1      |
| 2023–24 | Liga mistrů      | 2. předkolo     | Panathinaikos Athény | 1–3      | 2–2   | 3–5      |
| 2023–24 | Evropská liga    | 3. předkolo     | Slavia Praha         | 1–1      | 0–3   | 2–5      |
| 2023–24 | Konferenční liga | 4. předkolo     | Spartak Trnava       | 1–2 (pp) | 1–1   | 2–3      |